# Bistum Pinsk
Das Bistum Pinsk (lateinisch Dioecesis Pinskensis Latinorum, belarussisch Пінская дыяцэзія Pinskaja dyjazesija) ist ein Bistum der römisch-katholischen Kirche in Belarus mit Sitz in Pinsk.
Es wurde am 28. Oktober 1925, damals zu Polen gehörig, gegründet. Der heute polnische Teil des Bistums wurde am 5. Juni 1991 als Bistum Drohiczyn ausgelagert. Mit der Ernennung des bisherigen Weihbischofs in Minsk-Mahiljou, Antoni Dziemianko, am 3. Mai 2012 erhielt das Bistum nach jahrzehntelanger Vakanz wieder einen eigenen Bischof.

## Bischöfe
Bischöfe waren:
- 1925–1932 Sigismund Lozinski
- 1932–1946 Kazimierz Bukraba
- 1967–1991 Władysław Jędruszuk als Apostolischer Administrator
- 1991–2011 Kazimierz Kardinal Świątek als Apostolischer Administrator
- 2011–2012 Tadeusz Kondrusiewicz als Apostolischer Administrator
- seit 2012 Antoni Dziemianko

Weihbischöfe waren bzw. sind:
- 1933–1946 Carl Niemira, Titularbischof von Tavium
- 1962–1991 Wladyslaw Jedruszuk, Titularbischof von Clysma
- seit 1999 Kazimierz Wielikosielec OP, Titularbischof von Blanda Iulia
- seit 2024 Andrej Snoska, Titularbischof von Scardona

## Weblinks

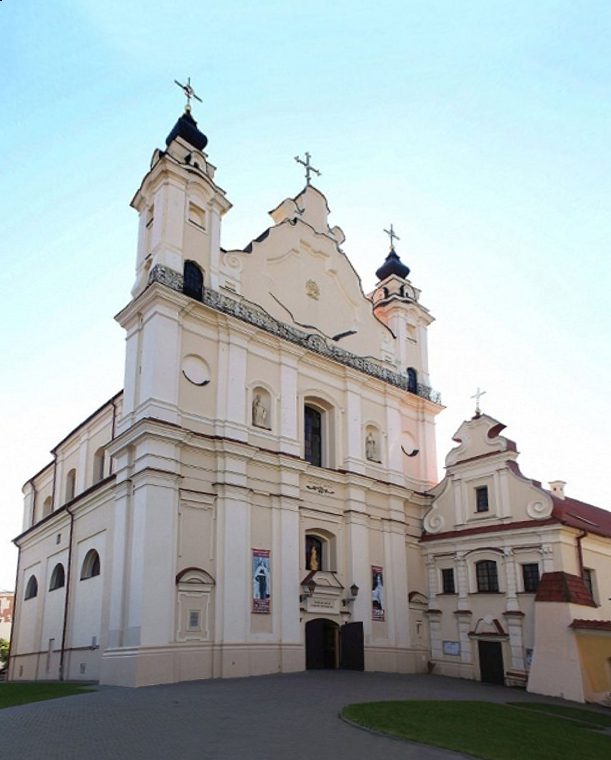
Katholische Kathedrale Pinsk